# Cartea nunții
Cartea nunții este un roman de dragoste, realist balzacian, citadin și interbelic scris de George Călinescu și publicat pentru prima oară în anul 1933.
Înainte de apariția romanului, autorul își definea lucrarea într-un interviu acordat lui I. Valerian ca un roman de dragoste, în genul lui Dafnis și Cloe cu un oarecare lirism idilic interior tratat sub o formă cu desăvârșire epică.

## Rezumat
Cei doi eroi ai romanului se întâlnesc în timpul unei călătorii în tren. Autorul îi prezintă  pe Jim care își construia o „mască severă și abstractă și să se ilustreze printr-o contemplație de neuitat, rănind lumea cu atitudinea sa morală”. Iar pe Vera „Pantofi mici, trotteur, aproape băiețești, rochia plisată, ce-i cădea până la concavitatea încheieturii gambei, bluza albă, prin care se străvedeau umerii nedezvoltați încă și panglicile cămășii, gulerul circular, ondulat, în jurul unui gât metalic, subțire, oxidat de vânt, îi dădeau aerul unei adolescente, crudă încă, elevă de școală poate, deghizată în «domnișoară».” În acest prim episod între cei doi tineri, scena sărutului inevitabil trebuie reprodusă: „Îmbătat de întuneric, Jim trase cu putere trupul cald, ce palpita lângă sine, și-i căuta fața. Simți închizându-se pe obrazul său genele ude ale fetei și întoarcerea îndărătnică a capului. Sărutarea căzută pe un colț al gurii i se păru de o voluptate indicibilă.”
După această primă întâlnire, romanul continuă cu scena despărțirii celor doi tineri, Jim și Vera, fiecare reîntorcându-se la familia sa. Jim sosește la casa părinților de pe strada Udricani cu parfum preistoric. După episodul din tren în firul epic al romanului se petrece un obstacol: firul narațiunii sare la întâmplările școlare ale fratelui Verei, pe nume Bobby, elev al profesorului Silvestru din casa cu molii, intervenția surorii sale pe lângă severul profesor de istorie. Și în timp ce Vera se apropia de casa din strada Udricani, cei doi bărbați de acolo se aflau în următoarele poziții: „Jim se plimba prin odaia Tanti Magdalina răpus de grava problemă: Dora sau Lola?... Îi trebuia o fată frumoasă, o tovarășă tânără de escapada și de gânduri serioase, în sfârșit... Reîntâlnirea dintre Jim și Vera, aranjată în acest fel de destin, declanșează „dulcele joc al intimității”. Jim „intuise sinceritatea inocentă a fetei și-și dădea seama că jocul lui tulburător era o perversitate câtă vreme nu era spontan”. Jim își imaginează posibilele  căsătorii cu fiecare dintre pretendente. Cu Dora, întrevedea o căsătorie cu „totul americană, evitând ceremonii și contactul cu putreziciunea: o plimbare la Oficiul de stare civilă, o gustare la un bar, o ședință de înot la Lido sau la ștrand și două ore la cinematograf”. În succesiunea alegerilor urmând Lola, „Jim începu să vadă în Lola un exemplu încă nedezvoltat de femeie fatală, care cheamă și respinge și alunecă sub cele mai fine undițe!”. După complicațiile de rigoare, Jim o (re)descoperă pe Vera, așteptându-l ore întregi la o întâlnire pe care el o neglijase: „Jim rămase consternat de uitarea lui, și un fior cald, indicibil de simpatie îi dilată pieptul. O idee bruscă îi străfulgeră ca un far sufletul...” etc. 
Ce urmează după răspunsul fetei, nu este decât o consecință logică, inevitabilă. Iată că, cel dintâi roman al lui G. Călinescu este povestea unei căsătorii, dar nu a unei oarecare, unind printr-un legământ matrimonial două persoane oarecare, ci a căsătoriei eterne, Cartea nunții.
Jim nu se afla în căutarea dragostei, ci în a alegerii unei mirese. Ca atare, acest fapt este luminat, prin contrast, de starea încremenită în celibat, ca într-o împietrire geologică, a mătușilor din casa cu molii, cât și din povestea tragico-grotescă a lui Silvestru, care nu din imposibilitatea iubirii se sinucide, ci din aceea a procreației, care este sensul fundamental al matrimoniului.
După „da”-ul  Verei la cererea în căsătorie a lui Jim, romanul continuă încă prin capitole, cu nimic altceva decât cu povestea nunții ca atare, cu tot ritualul ei.
Iată, construcția personajelor este decisivă, eroii  „construiți” ca fiind actanții generali și eterni ai acestui rol, arătați în travesti particular, geografic și istoricește. Prin întâlnirea lor în tren ca fiind mijlocul de transport cel mai la modă în epocă, panoul desfășurării este dinamic, jucând rolul unei metafore existențiale.
Cartea nunții înainte de a fi trimis la tipar, după cum spune autorul său G. Călinescu ar fi avut un alt titlu: Vino în Livan, mireasă!
Dar înainte de toate se ridică schema unui mit etern, cel mai vechi din mitologia omului, după cel al genezei sale.
Romanul descrie relația dintre Jim și Vera care se încheie cu fericita căsătorie dintre cei doi.

## Capitole
1. O sărutare în tren
2. Casa cu molii
3. Masa celor zece
4. Lola, Dora și Medy
5. „Oracolul” lui Bobby
6. Planetă de tânăr
7. O partidă de natație
8. Pitia Modernă și Căile Soartei
9. Ce are Vera noastră?
10. Eros asiatic
11. M-me Policrat et C-nia
12. Marele divan
13. Neliniști prenupțiale
14. O gală de box
15. Vino din Livan, mireasă!
16. Oglinda constelată
17. În patul meu noaptea am căutat pe cel ce iubește sufletul meu
18. Îngerul din casa cu molii
19. Moartea lui Silivestru
20. Facerea lumii